# Сингх, Бхагат
Бхагат Сингх (в.-пандж. ਭਗਤ ਸਿੰਘ, англ. Bhagat Singh, 27 сентября 1907, Банга, Фейсалабад, Британская Индия — 23 марта 1931, Лахор, Британская Индия) — индийский революционер-подпольщик и националист, участник национально-освободительного антиколониального движения, основатель и руководитель партии Индийская социалистическая республиканская ассоциация.
Бхагат Сингх был одним из самых влиятельных революционеров в истории Индии. В народе прозван «мучеником». В декабре 1928 года, совместно с соратником из партии ИСРА Шиварамом Раджгуру, совершил убийство 21-летнего полицейского Джона Соундерса в городе Лахор, перепутав его с Джеймсом Скоттом, которого изначально намеревались убить. Данное покушение было совершено в отместку за убийство Лалы Ладжпата Рая, наставника Бхагата, который был ранен полицейской дубинкой во время разгона демонстрации и скончался от последствий ранения две недели спустя. Первым в Соундерса стрелял Раджгуру, после чего Сингх выстрелил в тело Соундерса восемь раз. Обоим соратникам затем удалось убежать.
Спустя полгода в апреле 1929 года, Сингх вместе с другим членом партии Батукешвером Даттом кинул две самодельные бомбы в зал центральной законодательной ассамблеи, выкрикивая революционные лозунги и разбрасывая листовки. Оба революционера не пытались убежать, а наоборот, добровольно сдались полиции. Однако в тюрьме, из-за растущей популярности Бхагата среди масс и неожиданного предательства со стороны нескольких арестованных членов партии, была выявлена его причастность к убийству полицейского. До приговора, Сингх участвовал в голодовке против дискриминации индийских заключённых, вместе с другим заключённым Джатином Дасом, набирая симпатии народа. Однако Джатин Дас умер в сентябре 1929 года, а Сингх был приговорён к смерти и повешен два года спустя, 23 марта 1931 года, в возрасте 23 лет. Посмертно, Бхагат Сингх стал народным героем, почитаемым коммунистами, а также правыми националистами.
Его книгу Why I Am an Atheist рекомендовал Харпал Брар.

## Фильмы
- 2002 — Легенда о Бхагате Сингхе
- 2006 — Цвет шафрана